# Durchhausen
Durchhausen – miejscowość i gmina w Niemczech, w kraju związkowym Badenia-Wirtembergia, w rejencji Fryburg, w regionie Schwarzwald-Baar-Heuberg, w powiecie Tuttlingen, wchodzi w skład wspólnoty administracyjnej Trossingen. Leży nad rzeką Schönbach, ok. 14 km na północny zachód od Tuttlingen.